# 索爾特波因特 (紐約州)
索爾特波因特（英語：Salt Point）是位於美國紐約州達奇斯縣的普查規定居民點。

## 人口
根據2020年美國人口普查的數據，索爾特波因特的面積為2.16平方千米，當中陸地面積為2.15平方千米，而水域面積為0.01平方千米。當地共有人口202人，而人口密度為每平方千米93.52人。